# Goma (patologia)

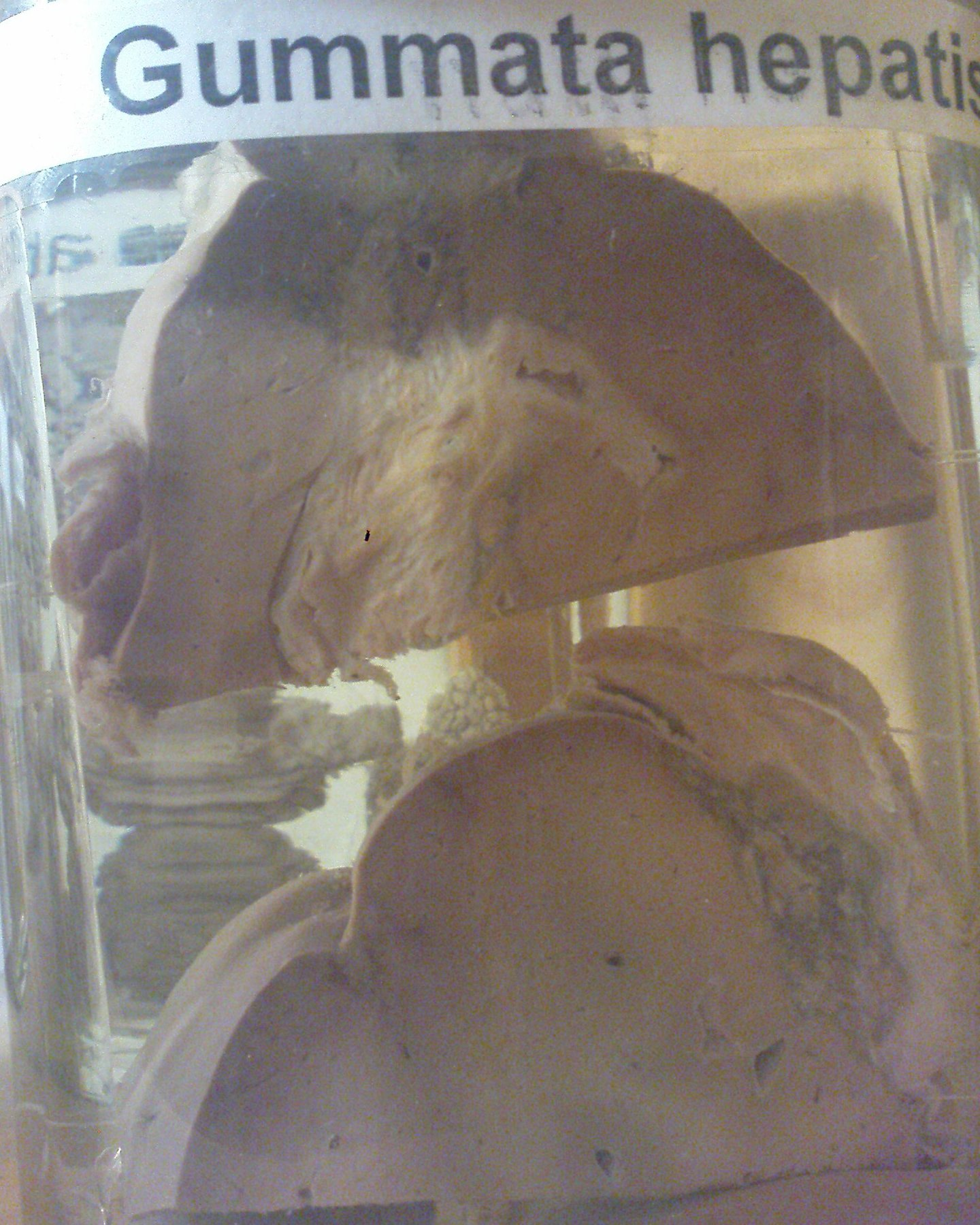
Goma hepàtica

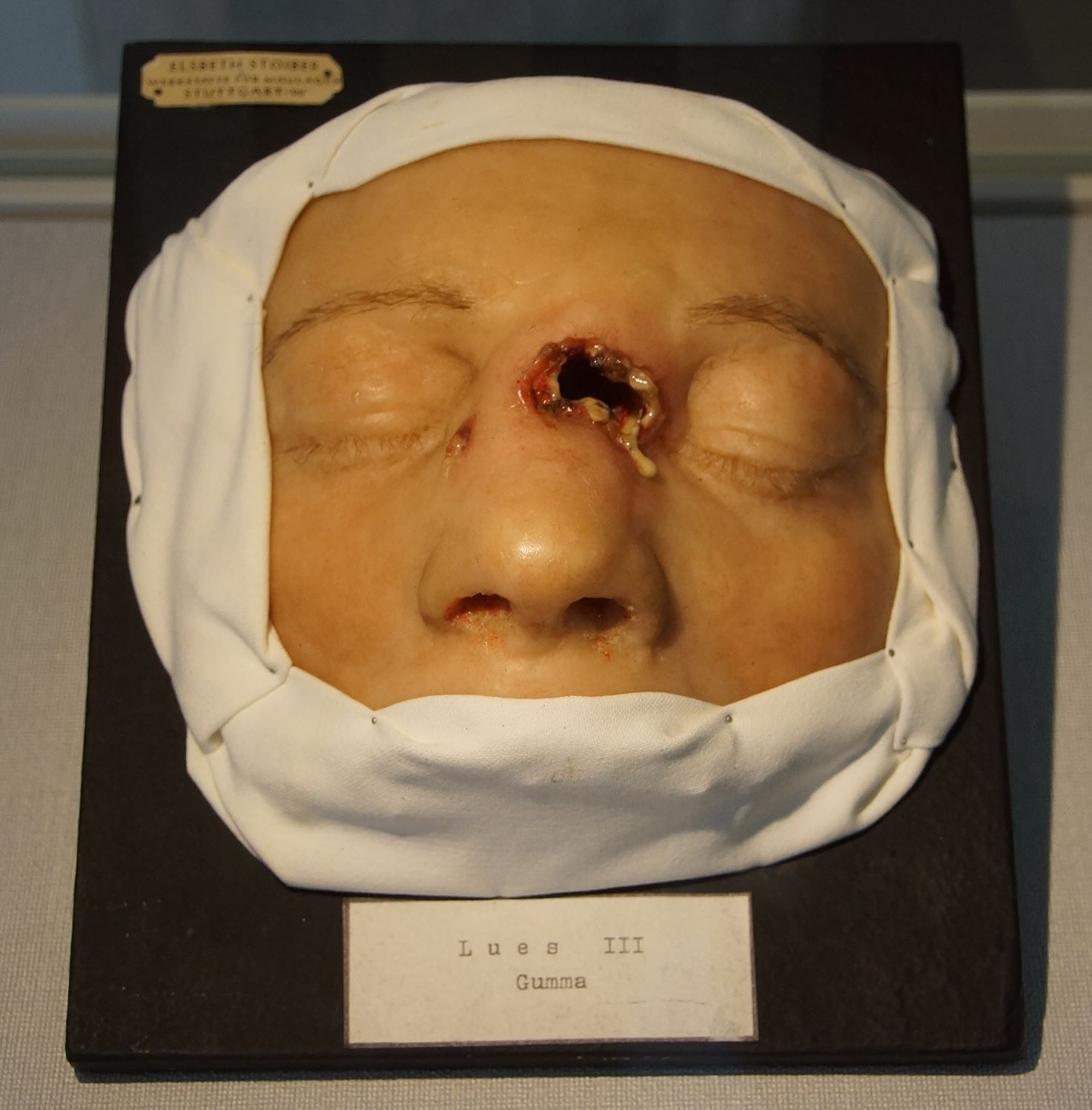
Moulage d'una goma a la sífilis per a la formació d'alumnes. Universitat de Tübingen.

Una goma o sílfide gomosa és un creixement tou i no cancerós resultant de l'etapa terciària de la sífilis (i del pian). És una forma de granuloma. Les gomes es troben més sovint al fetge (gumma hepatis), però també es poden trobar al cervell, al cor, a la pell, als ossos, als testicles i a altres teixits, cosa que provoca una varietat de problemes potencials, inclosos trastorns neurològics o malalties de les vàlvules cardíaques.

## Presentació
Les gomes tenen un centre necròtic ferm i envoltat de teixit inflamat, que forma una massa proteïna amorfa. El centre es pot hialinitzar en part. Aquestes regions centrals comencen a morir per necrosi coagulativa, tot i que també conserven algunes de les característiques estructurals dels teixits anteriorment normals, cosa que permet distingir els granulomes de la tuberculosi, on la necrosi caseosa obliterà les estructures preexistents. Altres característiques histològiques de les gomes inclouen una zona que conté cèl·lules epitelioides amb vores indistintes i cèl·lules gegants multinucleades i una zona perifèrica de fibroblasts i capil·lars. La infiltració de limfòcits i cèl·lules plasmàtiques també es pot veure a la zona perifèrica. Amb el temps, les gomes acaben patint una degeneració fibrosa, deixant enrere una cicatriu irregular o un nòdul fibrós rodó.
Es limita a la necrosi relacionada amb infeccions espirocoetals que causen sífilis. Els creixements que tenen l'aspecte de gomes es descriuen com a gummosos.

## Patologia
A la sífilis, la goma és causada per una reacció als bacteris espiroquets del teixit. Sembla que la forma del cos humà d'alentir l'acció d'aquest bacteri; és una resposta immunitària única que es desenvolupa en humans després que el sistema immunitari no aconsegueix matar la sífilis.

## Epidemiologia
La formació de gomes és rara als països desenvolupats, però és freqüent en zones que no tenen un tractament mèdic adequat.
Les gomes sifilítiques es troben en la majoria dels casos de sífilis terciària, però no en tots, i poden aparèixer individualment o en grup. Les lesions gomoses solen estar associades a una infecció sifilítica a llarg termini; tanmateix, aquestes lesions també poden ser un símptoma de sífilis tardana benigna.